# خمر

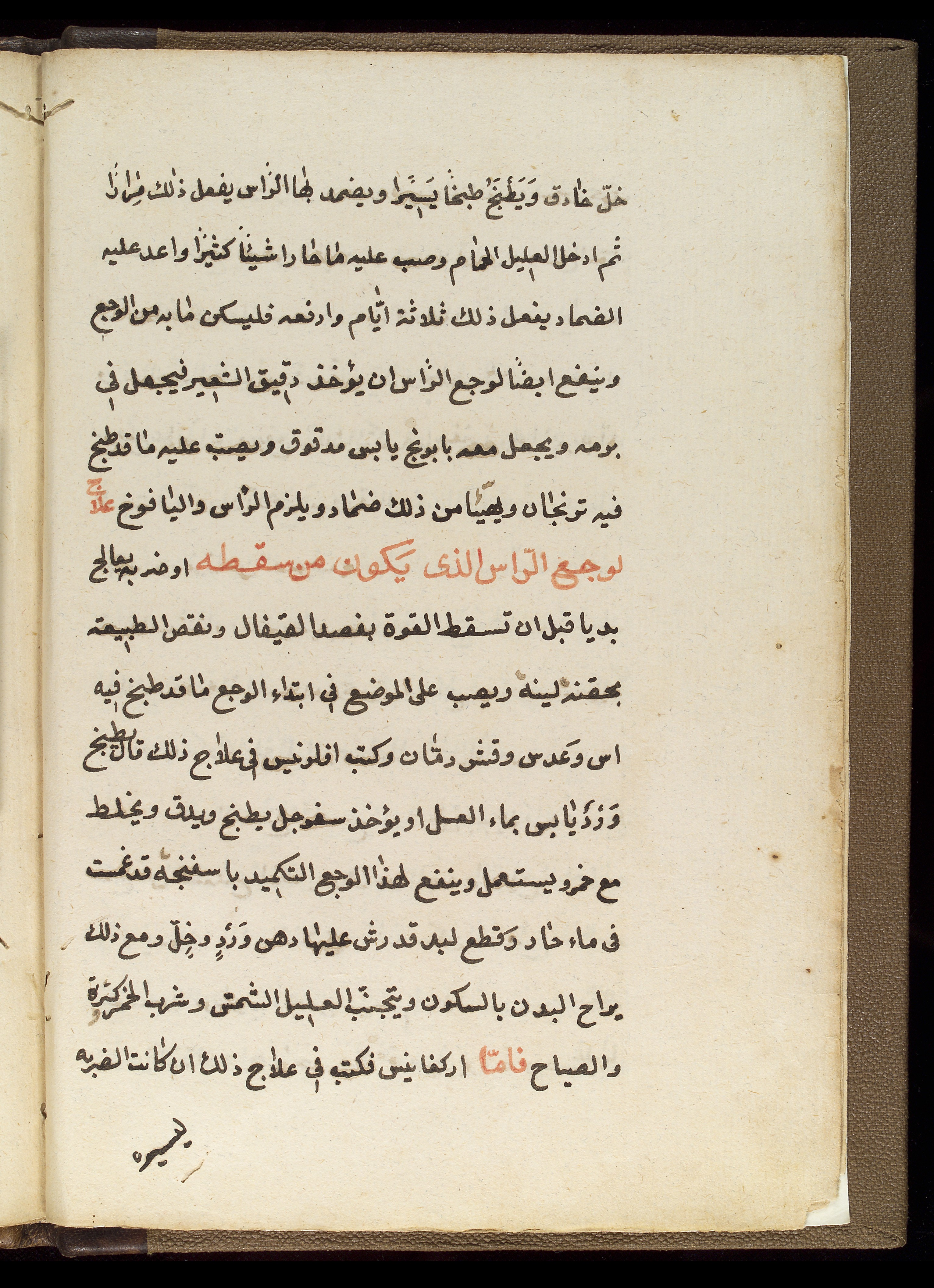
مخطوطة طبية تصف استعمال الخمر في تحضير علاج.

خمر وهو كل ما خَمَّرَ العقل، وكل مسكر خمر. قَالَ ابْنُ الأَعرابي: «وَسُمِّيَتِ الْخَمْرُ خَمْرًا لأَنها تُرِكَتْ فاخْتَمَرَتْ، واخْتِمارُها تَغَيُّرُ رِيحِهَا؛ وَيُقَالُ: سُمِّيَتْ بِذَلِكَ لِمُخَامَرَتِهَا الْعَقْلَ». وَرَوَى الأَصمعي عَنْ مَعْمَرِ بْنِ سُلَيْمَانَ قَالَ:«لَقِيتُ أَعرابياً فَقُلْتُ: مَا مَعَكَ؟ قَالَ: خَمْرٌ. والخَمْرُ: مَا خَمَر العَقْلَ، وَهُوَ الْمُسْكِرُ مِنَ الشَّرَابِ، وَهِيَ خَمْرَةٌ وخَمْرٌ وخُمُورٌ مِثْلُ تَمْرَةٍ وَتَمْرٍ وَتُمُورٍ». وقد حرم الإسلام الخمر، فإنه قد ثبت بالنقول الصحيحة أن الخمر لما حرمت بالمدينة النبوية وكان تحريمها بعد غزوة أحد في السنة الثالثة من الهجرة لم يكن من عصير العنب شيء، فإن المدينة ليس فيها شجر عنب وإنما كانت خمرهم من التمر، فلما حرمها الله عليهم أراقوها بأمر النبي صلى الله عليه وسلم. بل وكسروا أوعيتها وشقوا ظروفها، وكانوا يسمونها خمرًا، فعلم أن اسم الخمر في كتاب الله عام لا يختص بعصير العنب.
فروى البخاري في صحيحه عن ابن عمر  قال:«نزل تحريم الخمر وإنا بالمدينة يومئذ لخمسة أشربة، ما منها شراب العنب». وقد استفاضت الأحاديث عن النبي ﷺ بأن كل مسكر خمر، وهو حرام كما في الصحيحين عن عائشة رضي الله عنها قالت: «سئل رسول الله صلى الله عليه وسلم عن البتع وهو نبيذ العسل، وكان أهل اليمن يشربونه، فقال: «كل شراب أسكر فهو حرام».». وعن ابن عمر عن النبي ﷺ قال:  «ما أسكر كثيره فقليله حرام».

## أدلة منع الخمر

### من القرآن الكريم
- قال جل وعلى في : القرآن العظيم ﴿يَسْأَلُونَكَ عَنِ الْخَمْرِ وَالْمَيْسِرِ قُلْ فِيهِمَا إِثْمٌ كَبِيرٌ وَمَنَافِعُ لِلنَّاسِ وَإِثْمُهُمَا أَكْبَرُ مِنْ نَفْعِهِمَا وَيَسْأَلُونَكَ مَاذَا يُنْفِقُونَ قُلِ الْعَفْوَ كَذَلِكَ يُبَيِّنُ اللَّهُ لَكُمُ الْآيَاتِ لَعَلَّكُمْ تَتَفَكَّرُونَ ۝٢١٩﴾ - سورة البقرة.[4]
- قال تعالى في :القرآن العظيم ﴿يَا أَيُّهَا الَّذِينَ آمَنُوا إِنَّمَا الْخَمْرُ وَالْمَيْسِرُ وَالْأَنْصَابُ وَالْأَزْلَامُ رِجْسٌ مِنْ عَمَلِ الشَّيْطَانِ فَاجْتَنِبُوهُ لَعَلَّكُمْ تُفْلِحُونَ ۝٩٠ إِنَّمَا يُرِيدُ الشَّيْطَانُ أَنْ يُوقِعَ بَيْنَكُمُ الْعَدَاوَةَ وَالْبَغْضَاءَ فِي الْخَمْرِ وَالْمَيْسِرِ وَيَصُدَّكُمْ عَنْ ذِكْرِ اللَّهِ وَعَنِ الصَّلَاةِ فَهَلْ أَنْتُمْ مُنْتَهُونَ ۝٩١﴾ - سورة المائدة.[4]
- قال تعالى في :محكم تنزيله ﴿يَا أَيُّهَا الَّذِينَ آمَنُوا لَا تَقْرَبُوا الصَّلَاةَ وَأَنْتُمْ سُكَارَى حَتَّى تَعْلَمُوا مَا تَقُولُونَ وَلَا جُنُبًا إِلَّا عَابِرِي سَبِيلٍ حَتَّى تَغْتَسِلُوا وَإِنْ كُنْتُمْ مَرْضَى أَوْ عَلَى سَفَرٍ أَوْ جَاءَ أَحَدٌ مِنْكُمْ مِنَ الْغَائِطِ أَوْ لَامَسْتُمُ النِّسَاءَ فَلَمْ تَجِدُوا مَاءً فَتَيَمَّمُوا صَعِيدًا طَيِّبًا فَامْسَحُوا بِوُجُوهِكُمْ وَأَيْدِيكُمْ إِنَّ اللَّهَ كَانَ عَفُوًّا غَفُورًا ۝٤٣﴾ - سورة النساء.[4]

### من الحديث النبوي
- وعن أم أيمن - رضي الله عنها -: أنَّ رسول الله - ﷺ - أوصى بعض أهل بيته: «لا تشركْ بالله، وإن عذِّبْت وإن حرِّقْت، وأطِعْ والديْك، وإن أمراك أن تخرج من كل شيء، فاخرجْ، ولا تترُكِ الصَّلاة متعمِّدًا؛ فإنَّه من ترك الصلاة متعمِّدًا، فقد برئت منه ذمة الله، إيَّاك والخمرَ؛ فإنها مفتاح كل شر، وإيَّاك والمعصيةَ؛ فإنَّها لسخط الله، لا تنازعنَّ الأمر أهله، وإن رأيت أن لك، ولا تفرَّ من الزحف، وإن أصاب الناس موتان وأنت فيهم، فاثبت، أنفق على أهل بيتك من طَوْلِك، ولا ترفعْ عصاك عنهم، وأخِفْهم في الله - عز وجلَّ»؛ أورده البيهقي في "السنن الكبرى" (7/304)، والحديث مُرسل.
- وعن أبو الدرداء الأنصاري - رضي الله عنه - قال: أوصاني خليلي - ﷺ -: «أن لا تشرك بالله شيئًا، وإن قطعت وحرقت، ولا تترك صلاة مكتوبة متعمدًا؛ فمن تركها متعمِّدًا، فقد برئتْ منه الذِّمَّة، ولا تشربِ الخمْر؛ فإنَّها مفتاح كلِّ شرٍّ»؛ صحيح محمد بن ماجه 3275، وقال: حديث حسن.
- عنِ ابن عبَّاس رضي الله عنهما قال: «لمَّا حُرِّمت الخمر، مشى أصحاب رسول الله ﷺ بعضُهم إلى بعض، وقالوا: حرِّمت الخمر وجعلتْ عدلاً للشِّرْك»؛ رواه الطبراني، وذكره أحمد شاكر في قتْل مُدمن الخمْر 69 وقال: رجالُه رجال الصحيح.
- وعنه أيضًا: أنَّ رسول الله ﷺ قال: «مَن مات وهو مدمن الخمْر، لقي الله وهو كعابدِ وثن»؛ رواه البزار في "البحر الزَّخَّار" 11/ 289.

## حد شارب الخمر
حد شارب الخمر في الإسلام هو أربعون جلدة، وما زاد منه هو تعزير حسب ما تقتضيه الحاجة، وقد يصل إلى ثمانين جلدة كم فعل عمر بن الخطاب، ففي صحيح مسلم أن عليًا أمر عبد الله بن جعفر بن أبي طالب أن يجلد الوليد بن عقبة فجلده، وعلي يعد حتى بلغ أربعين، فقال أمسك، وجلد النبي أربعين، وجلد أبو بكر أربعين، وجلد عمر ثمانين جلدة. وكان يضرب في الخمر بالنعال والجريد. ذهب الأحناف ومالك إلى أنه ثمانون جلدة، وذهب الشافعي إلى أنه أربعون، وعن أحمد بن حنبل الروايتان.
وقد روى أبو داود في سننه عن جابر بن عبد الله عن النبي قال: «إِنَّ مَنْ شَرِبَ الخَمْرَ فَاجْلِدُوهُ، فَإِنْ عَادَ فِي الرَّابِعَةِ فَاقْتُلُوهُ»، قال: ثم أُتي النبي صلى الله عليه وسلم بعد ذلك برجل قد شرب الخمر في الرابعة فضربه ولم يقتله. وقد أجمع الفقهاء أن الأمر بقاتل شارب الخمر للمرة الرابعة منسوخ؛ لقول النبي: «لا يحل دم امرئ مسلم يشهد ألا إله إلا الله وأني رسول الله إلا بإحدى ثلاث: الثيب الزاني، والنفس بالنفس، والتارك لدينه المفارق للجماعة.». قال محمد بن إدريس الشافعي: «والقتل منسوخ بهذا الحديث وغيره وهذا ممّا لا اختلاف فيه بين أحد من أهل العلم علمته».
يشترط في إقامة الحد أن يكون شارب الخمر مُسلما بالغًا عاقلًا مختارًا؛ غير مكره عليها، ولا مضطرًا. يثبت حد شرب الخمر على شاربه بأحد أمرين، إما أن يقر بالشرب، ويعترف بأنه شرب الخمر مختارًا، وإما بالبيِّنة، وهي شهادة رجلين عدلين مسلمين عليه. كأن رأوه قد شرب الخمر أو تقيأها، وفي حديثٍ عن حصين بن المنذر أبي ساسان قال: «شهدت عثمان بن عفان، وأوتي بالوليد قد صلى الصبح ركعتين، ثم قال: أزيدكم؟ فشهد عليه رجلان أحدهما حمران أنه شرب الخمر، وشهد آخر أنه يتقيأ، فقال عثمان : إنه لم يتقيأ حتى شربها، فقال: يا علي قم فاجلده، فقال عليٌّ: قم يا حسن فاجلده، فقال الحسن: وَلِّ حَارَّهَا مَنْ تَوَلَّى قَارَّهَا، فكأنه وجد عليه، فقال: يا عبد الله بن جعفر قم فاجلده فجلده، وعليٌّ يعد، حتى بلغ أربعين، فقال: أمسك، ثم قال: جلد النبي ﷺ أربعين، وأبو بكرٍ أربعين، وعمر ثمانين، وكلٌّ سُنَّة، وهذا أحب إلي».